# Арістіпп (тетрарх Лариси)
Арістіпп (грец. Ἀρίστιππος; д/н — бл. 395 до н. е.) — тетрарх Лариси близько 420/415—395 роках до н. е.

## Життєпис
Походив з роду Алевадів. Про батьків та інших предків обмаль відомостей. Отримав владу в Ларисі між 420 і 415 роками до н. е. Про початкоп анування також замало знань, але ймовірно дотримувався союзу зі Спартою, яка вела війну з Афінами.
Близько 404 року до н. е. проти нього виступив Лікофрон I, тиран Фер, який здолав Арістіппа. Спочатку перебрався до Менона, тетраха Фарсалу, з яким можливо познайомився під час слухання лекцій софіста Горгія. Тут Арістіпп і Менон стали коханцями. Разом вони виступили проти Лікофрона I, але зазнали поразки. Тоді Менон звернулися до Архелая I, царя Македонії, який 402 року до н. е. звільнив Ларису від Лікофрона I.
В цей час, не знаючи результату перемовин Менгона і Архелая, Арістіп рушив до Кіра Молодшого, сатрапа Лідії, попросивши в нього 2 тис. найманців на 3 місяці. Разом з тим наштовхнув Кіра на думку найняти греків, насамперед фессалійців, для боротьбу за трон Персії. Напевне Арістіпп пообіцяв у випадку, якщо він здолає своїх ворогів й стане тагосом (верховним вождем) Фессалійського союзу, тому зможе надати війська для допомоги Кірові. Втручання до фессалійських справ царя Македонії змінило ситуацію.
Повернувшись до Лариси, Арістіпп став активно агітувати долучатися до найманців Кіра Молодшого. 399 року до н. е. після смерті Архелая I поновилася війна з тираном Фер, що тривала до самої смерті Арістіппа 395 року до н. е. Йому спадкував родич Медій I.

## Особисте життя
Платон згадує Арістіппа у своєму діалозі «Менон» як друга молодого Менона. Згідно з розповіддю Платона, Арістіпп мав гомосексуальні стосунки з Меноном. Ксенофонт також припускає це; згідно з його розповіддю, Арістіпп призначив молодого (а отже, недосвідченого) Менона командиром найманців, бо той був його коханцем.